# Obergericht Mainz
Das Obergericht Mainz war ein höheres Gericht des Großherzogtums Hessen für dessen Provinz Rheinhessen, in der französisches Recht galt.

## Rahmenbedingungen
Die Gebiete links des Rheins hatte Frankreich nach 1792 annektiert und dort anschließend die Vorrechte von Adel und Kirche beseitigt und das französische Recht eingeführt. Diese moderne Rechtslage hatte für erhebliche Teile der Bevölkerung und auch für den Staat große Vorteile, so dass sie bestehen blieb, auch nachdem Rheinhessen 1816 an das Großherzogtum Hessen fiel. Das betraf sowohl das materielle Recht als auch die Gerichtsverfassung.
Für das Großherzogtum ergab sich daraus aber ein Problem mit den höheren Gerichten: Während die Friedensgerichte unverändert übernommen werden konnten, gleiches auch – bei entsprechenden Grenzanpassungen – für die übergeordnete Instanz, nun „Kreisgericht“ genannt – galt, fehlten die dem allen übergeordneten und nach französischem Recht erforderlichen Instanzen. In französischer Zeit hatte es dafür die Départements-Gerichte und in Trier ab 1799 ein Appellationsgericht als höchste Instanz für das ehemals deutsche Gebiet gegeben, das nun in vier Départements organisiert war.
In der Übergangszeit nach 1814 hatte die Österreichisch-baierische Gemeinschaftliche Landes-Administrations-Commission am 27. Juli 1815 in Kreuznach einen Appellationshof für die von Frankreich an Deutschland zurückgegebenen und interimsweise von ihr verwalteten Gebiete eingerichtet. Aber sowohl (Bad) Kreuznach als auch Trier lagen mit dem Anschluss Rheinhessens an das Großherzogtum im „Ausland“.

## Gründung
Deshalb musste das Großherzogtum die nach französischem Gerichtsverfassungsrecht erforderlichen oberen Gerichte neu einrichten, da bei der wesentlichen Verschiedenheit, welche zwischen Civil- und Criminal-Gesetzgebung der Großherzoglichen Besitzungen auf beiden Seiten des Rheinufers noch zur Zeit bestehet,  […] eine Vereinigung derselben in der gerichtlichen Verwaltung vor der Hand nicht statt finden konnte. Deshalb wurde in Mainz ein provisorische Obergericht, das als Appellationsgericht letzter Instanz in Civil- und Zuchtpolizei-Sachen entscheidet gebildet. Bei schweren Verbrechen hatte es eine Kammer die mit Assisen (Geschworenen) besetzt war. Es war für Appellationen, Revisions- und Kassationsverfahren zuständig.

## Weitere Entwicklung
Diese Konstruktion, die demselben Gericht sowohl die Berufung gegen Entscheidungen des Kreisgerichts als auch die Kassation gegen die dann zu treffende Entscheidung zusprach, erwies sich nicht als haltbar. Bereits im Folgejahr wurde dieses erste Provisorium durch ein zweites ersetzt, den Provisorischen Kassations- und Revisionsgerichtshof für die Provinz Rheinhessen mit Sitz in Darmstadt, ein erster Schritt hin zu einer Verschmelzung mit dem Oberappellationsgericht Darmstadt, was aber noch einige Jahre in Anspruch nehmen sollte.
Das Obergericht Mainz behielt seine Funktion als Berufungsinstanz gegen Entscheidungen des Kreisgerichts bei und war nun hinsichtlich der übergeordneten Verfahren dem Gericht in Darmstadt nachgeordnet. In dieser Form bestand das Obergericht Mainz bis 1879.

## Ende
Mit dem Gerichtsverfassungsgesetz von 1877 wurden Organisation und Bezeichnungen der Gerichte reichsweit vereinheitlicht. Zum 1. Oktober 1879 hob das Großherzogtum Hessen deshalb das Obergericht Mainz auf. Funktional ersetzt wurde es durch das Landgericht Mainz.

## Richter
- Julius Creizenach